# Oratino
Oratino è un comune italiano di 1 688 abitanti della provincia di Campobasso in Molise.

## Storia
Il toponimo del borgo, come viene citato nel Catalogus Baronum del secolo XII, era inizialmente "Loretinum", da una forma tardo-latina di lauretinum che significa "modesta piantagione di Alloro"), diventando poi "Raytinum", all'interno degli archivi vaticani, e nel secolo XV appare come "Ratino seu Rateni", da cui, per corruzione linguistica, derivò la parola "Loratino", giungendo alla terminologia contemporanea di "Oratino".
Nel XII secolo il luogo venne interessato dalla costruzione di una torre d'avvistamento da parte dei normanni, costruita sopra un antico insediamento dell'età del bronzo, e circondata da antiche fortificazioni dei Sanniti Pentri, sulla cresta rocciosa localizzata nelle vicinanze del centro storico, comparsa topograficamente per la prima volta con il nome di "Roccam de Principatu", e conosciuta oggi come "Rocca di Oratino"
La successione feudale di Oratino fu alquanto complessa nel corso delle varie epoche, e non è caratterizzata dalla costante presenza di una sola famiglia, come avvenne in altri borghi. 
Uno dei primi titolari fu tale Hugo de Rocca, feudatario normanno citato attorno al 1130 nel catalogus baronum. 
Sotto il dominio di Carlo I D'Angiò il feudo passò ad Eustachio d'Ardicourt (1268), cui gli successe il figlio Adamo. 
I d'Ardicourt vennero successivamente privati con la violenza del possedimento oratinese, in quanto nel corso della revisione feudale del 1279, indetta dallo stesso Carlo I, risultarono non rintracciabili.
Nel regno di Carlo II d'Angiò, sul finire del Duecento, abbiamo come feudatario un tal "Giovanni di Lando". Fu poi la volta di Pietro di Sus (fatto non documentato )(† 1326), la cui unica figlia, Tommasa, moglie di Berardo d'Aquino, non venne mai investita del luogo. La notizia dell'appartenenza di Oratino ai potenti d'Aquino, citata dal Candido Gonzaga non è quindi corretta.
Nell'anno 1333 Oratino appartenne al demanio per cause ignote. Il 6 giugno del medesimo anno, re Roberto d'Angiò lo conferì alla moglie Sancha d'Aragona, la quale lo conservò sino al decesso (1345).
Nel Quattrocento Oratino fu dei d'Evoli, quindi dei conti Gambatesa (sino al 1495). Tra quest'anno ed il 1507 fu dei di Capua. 
Ferrante di Capua lo vendette ai baroni Rizzo di Napoli, da cui passò per eredità ai Caracciolo. Nella restante parte del Cinquecento subentrarono i patrizi Coscia di Napoli.
Prima del 1586 Oratino divenne degli spagnoli di Silva, per essere alienata nel 1630 a Ottavio Vitaliano (ucciso il 29 giugno 1639), divenuto nel 1638 duca di Oratino. 
Il feudo visse con l'omonimo figlio Ottavio un duro periodo. Antonio Vitaliano (vivente nel 1699), IV ed ultimo duca di Oratino, la vendette ai Giordano, che furono nominati duchi di Oratino (Diploma del 10 agosto 1729), titolo confermato dal Regno d'Italia (1882).

### Simboli
Lo stemma e il gonfalone sono stati concessi con decreto del presidente della Repubblica del 15 settembre 1988.
Lo stemma civico raffigura un olmo in campo azzurro, piantato su terreno erboso al naturale, simbolo della famiglia nobiliare romana dei Giordano, sormontato da una luna crescente, simbolo dei duchi Vitaliano, affiancata da due stelle d'argento ad otto raggi.
Il gonfalone è un drappo partito di verde e di giallo.

## Monumenti e luoghi d'interesse
Oratino fa parte de I borghi più belli d'Italia; i suoi monumenti principali sono:
- Palazzo Giordano

Questa dimora venne innalzata nel Secolo XV (seconda metà). Alcuni storici indicano come epoca di fondazione la fine del Settecento, proprio su commissione dei feudatari che diedero il nome al palazzo. A testimoniare l'origine quattrocentesca del maniero, e la sua appartenenza ai precedenti feudatari di Oratino, vi è il ricordo del fossato e la presenza di quattro torri angolari, caratterizzate da merli, demolite dal duca Giuseppe Giordano per ammodernare il palazzo secondo il gusto settecentesco. Nel 1805 un terremoto ammalorò la dimora: la porzione nord orientale venne riedificata ex novo. Sovrastante l'entrata principale vi è la volta in pietra del luogo "a crociera": l'archivolto è abbellito da foglie d'acanto scolpite. La corte interna è attorniata da un portico.
- La Rocca

La torre è ubicata su di uno sperone roccioso (nei pressi di Oratino), denominato per l'appunto “La Rocca”, ed è ciò che rimane di una torre d'avvistamento normanna del XII secolo e di un antico circuito murario edificato su precedenti insediamenti che risalgono sino all'Età del bronzo, fiancheggiati da ruderi costruiti in Opus Poligonale del periodo sannitico.
La originaria fortezza venne danneggiata assieme al borgo medievale annesso a causa del terremoto del 1456. 
L'edificio è a pianta quadrata, alto 12 metri circa, ed è munito di una cisterna, una feritoia, 4 finestre e di una porta elevata rispetto al suolo,  accessibile tramite una scala di legno removibile in caso di attacco nemico.
- Chiesa di Santa Maria Assunta

La chiesa parrocchiale di S. Maria Assunta, recentemente restaurata, con presenze stilistiche tra il XIII e XVIII secolo. Nella volta della navata centrale è stato ritrovato e restaurato un affresco raffigurante l'Assunzione, opera firmata e datata del pittore Ciriaco Brunetti nel 1791.
- Chiesa di Santa Maria di Loreto

La chiesa di S. Maria di Loreto del XVIII secolo, presenta all'interno opere (danneggiate da pessimi restauri) e decorazioni dei fratelli Ciriaco e Stanislao Brunetti, noti pittori del posto, datate 1757. Durante i lavori di restauro, eseguiti sul monumento dalla Soprintendenza per i Beni Architettonici di Campobasso, sono venuti alla luce i resti di un edificio di culto medioevale. Di questa tipica chiesetta di campagna sono stati ritrovati l'impostazione dell'altare centrale e tracce dell'originaria pavimentazione in cotto. Successivamente la chiesa divenne a tre navate con pianta quasi quadrata (lunga palmi napoletani 47 e 1/3 e larga 49 e 1/3), con soffitto ligneo a cassettoni e gradino centrale per accedere al presbiterio. Vi erano tre altari, quello centrale intitolato alla Madonna del Loreto, quello sinistro dedicato a san Rocco e quello destro a san Sebastiano. Nel 1716 fu realizzata l'attuale facciata mentre nel 1718 furono create le volte sulle navate interne. Tra il 1728 ed il 1757 la chiesa fu notevolmente ampliata nella lunghezza (in pratica tutto l'attuale presbiterio). Nel 1757 Ciriaco e Stanilslao Brunetti terminarono di dipingere la volta della navata centrale mentre i lavori delle volte laterali furono completati nel 1790.

## Società

### Evoluzione demografica
Abitanti censiti

## Amministrazione
Di seguito è presentata una tabella relativa alle amministrazioni che si sono succedute in questo comune.
| Periodo          | Periodo          | Primo cittadino        | Partito                            | Carica              | Note   |
| ---------------- | ---------------- | ---------------------- | ---------------------------------- | ------------------- | ------ |
| 18 giugno 1983   | 28 aprile 1988   | Alfredo Brunetti       | Unione Popolare                    | Sindaco             | [ 13 ] |
| 10 giugno 1988   | 6 maggio 1993    | Alfredo Brunetti       | Unione Popolare                    | Sindaco             | [ 13 ] |
| 18 giugno 1993   | 28 aprile 1997   | Alfredo Brunetti       | Unione Popolare                    | Sindaco             | [ 13 ] |
| 28 aprile 1997   | 14 maggio 2001   | Liborio Iannandrea     | Partito Democratico della Sinistra | Sindaco             | [ 13 ] |
| 25 maggio 2001   | 30 maggio 2006   | Piacentino Brunetti    | lista civica                       | Sindaco             | [ 13 ] |
| 30 maggio 2006   | 20 dicembre 2007 | Orlando Iannotti       | lista civica                       | Sindaco             | [ 13 ] |
| 20 dicembre 2007 | 15 aprile 2008   | Maria Nicolina Testa   |                                    | Comm. straordinario | [ 13 ] |
| 15 aprile 2008   | 18 marzo 2013    | Orlando Iannotti       | lista civica                       | Sindaco             | [ 13 ] |
| 18 marzo 2013    | 27 maggio 2013   | Francesca D'Alessandro |                                    | Comm. pref.         | [ 13 ] |
| 27 maggio 2013   | 9 giugno 2018    | Luca Fatica            | lista civica Obiettivo comune      | Sindaco             | [ 13 ] |
| 10 giugno 2018   | 14 maggio 2023   | Roberto De Socio       | Riscriviamo Oratino                | Sindaco             | [ 14 ] |
| 14 maggio 2023   | in carica        | Loredana Latessa       | lista civica Oratino nel cuore     | Sindaco             | [ 13 ] |

## Sport

### Calcio
La principale squadra di calcio della città è l'U.S. Oratino 1982 A.S.D. che milita nel girone C di Seconda Categoria.
È nata nel 1982.

## Galleria d'immagini

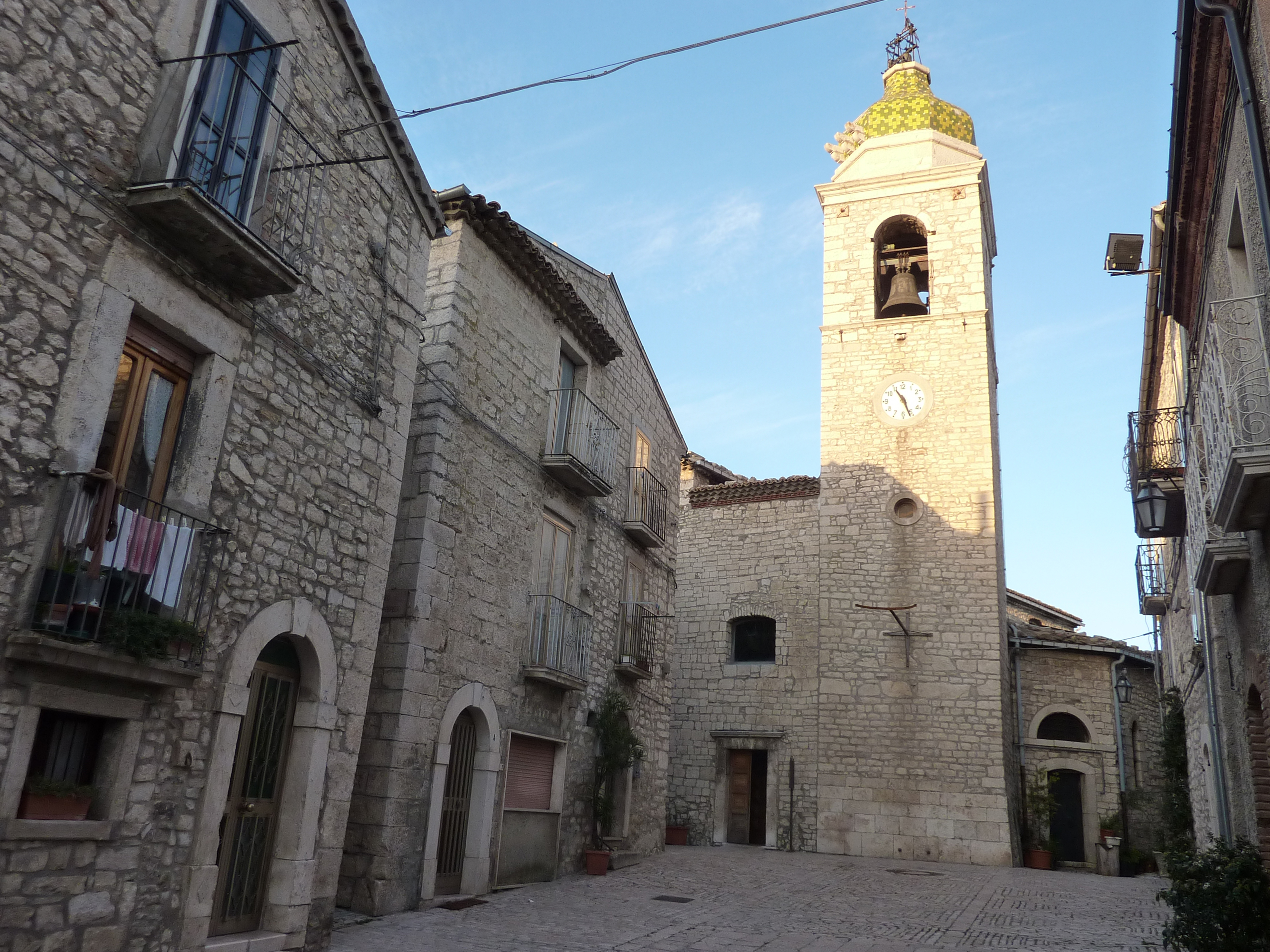
Chiesa di Santa Maria Assunta
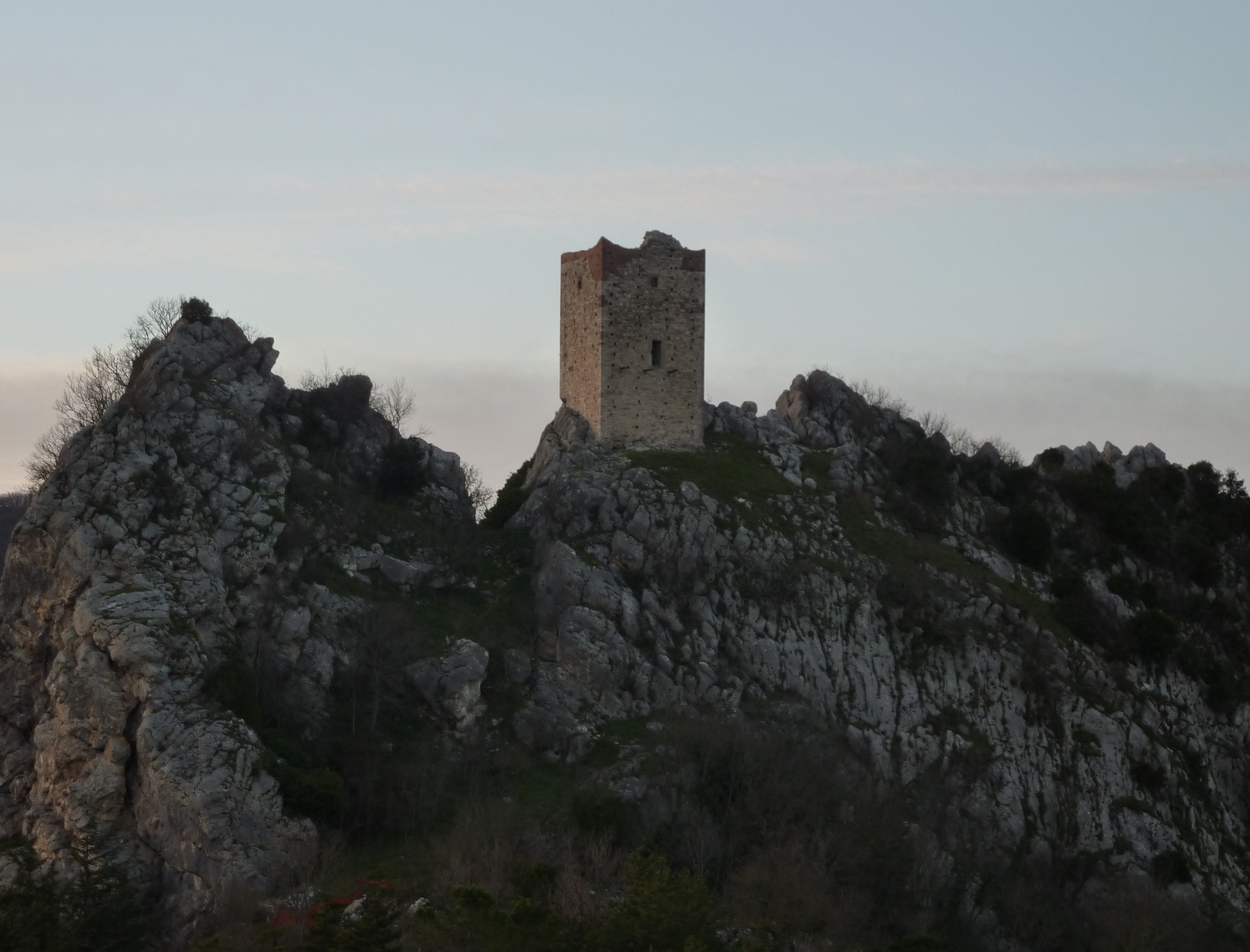
La Rocca